# Bohumír Kapoun ze Svojkova
Bohumír Kapoun ze Svojkova (německy Gottfried Kapaun von Swoykow) (16. února 1636 – 18. září 1701 Chrast) byl český římskokatolický duchovní, 4. biskup královéhradecký a příslušník šlechtického rodu Kapounů ze Svojkova.

## Původ a kariéra
Jeho rodiče byli Albrecht Kapoun ze Svojkova, královský hejtman bechyňský a Barbora Albertina, baronka Vratislavská z Mitrovic. Nejprve studoval na gymnáziu v Hradci Králové, poté teologii v Praze, kterou zakončil doktorátem. Po vysvěcení na kněze 30. března 1659 byl od roku 1660 děkanem v Náchodě, kde se byl o tři roky později odpovědný za rekonstrukci požárem poškozeného farního kostela sv. Vavřince. Během svého pobytu v Římě získal hodnost apoštolského protonotáře. V roce 1671 se stal arciděkanem v Českém Krumlově a v roce 1675 arcibiskupským vikářem bechyňského vikariátu. V roce 1680 jej císař Leopold I. jmenoval do Říšské rady za titulárního biskupa v srbské Semendrii.

## Biskup královéhradecký
Po smrti biskupa Jana Františka Kryštofa z Talmberka jej císař jmenoval 23. září 1698 jeho nástupcem. Papež jmenování potvrdil 18. května 1699 a následně byl 28. června téhož roku arcibiskupem Janem Josefem Breunerem vysvěcen na biskupa a 1. září intronizován. Jeho episkopát byl však krátký a nezanechal hlubší stopu. Zemřel v biskupském paláci v Chrasti a byl pohřben v královéhradecké katedrále.
Byl donátorem 15. kaple Svaté cesty z Prahy do Staré Boleslavi. Kaple byly stavěny v letech 1674–1690, v horním rohu výklenku bylo jméno stavebníka a jeho erb.